# Apiocrinites
Apiocrinites is een geslacht van uitgestorven zeelelies, dat leefde van het Jura tot het Krijt.

## Beschrijving
Deze stevig gebouwde zeelelie had een bolle kelk, die was samengesteld uit vergrote stengelleden, kelkplaten (twee kransen) en brachiale platen. De slanke, taps toelopende cilindrische steel bevatte een kegelvormige, onregelmatig gevormde voet, waarvan het hechtvlak zich aan de onderzijde bevond. De armen spreidden zich eenmaal uit tot een gracieuze waaiervormige tienarmige kroon. De normale kelkdiameter bedroeg ongeveer 3 cm.

## Leefwijze
Dit geslacht bewoonde open zeeën. Het was vastgehecht op stenige ondergronden.

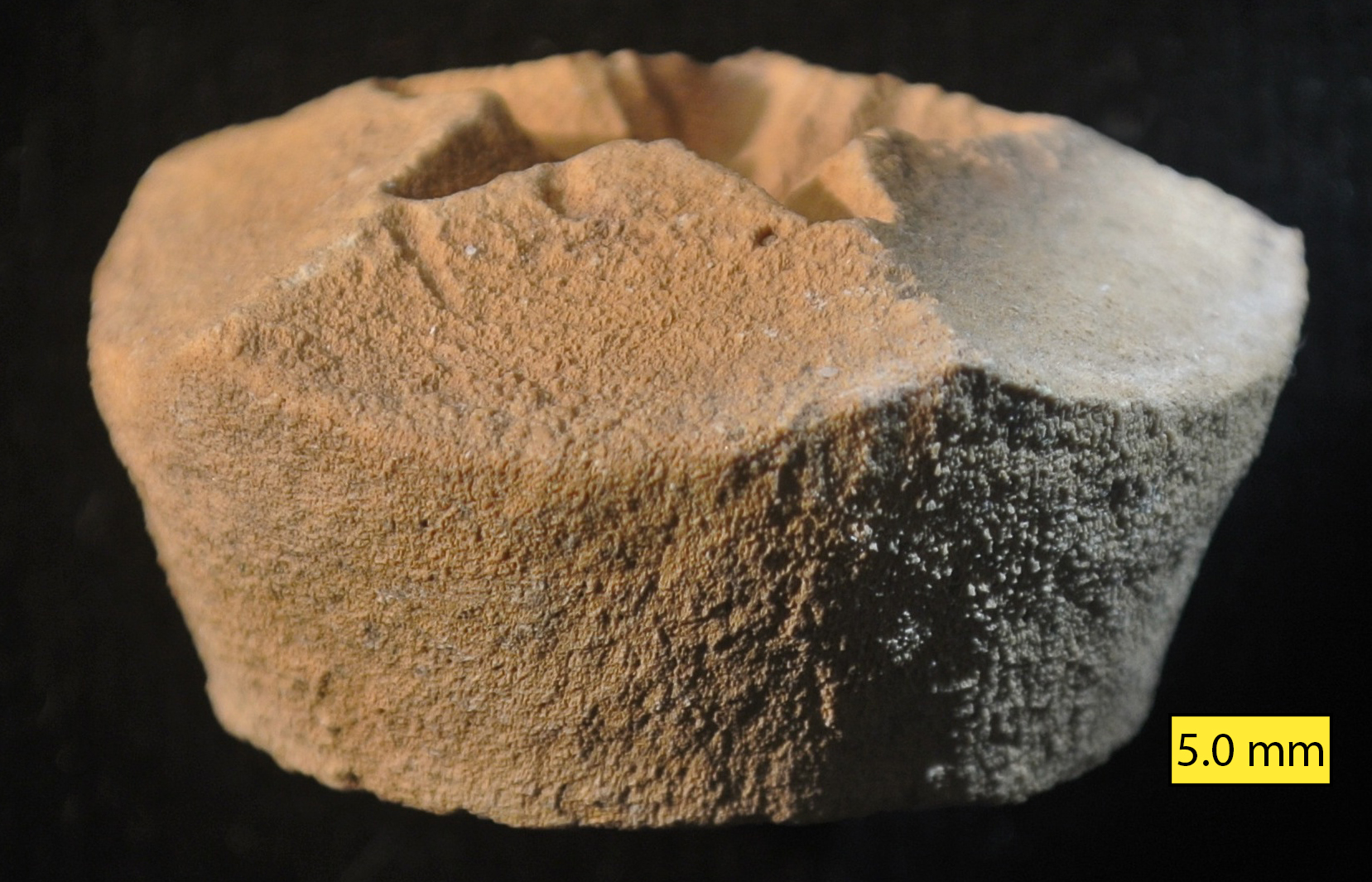
Apiocrinites negevesis proximale.